# S. Coups
Choi Seung-cheol (hangul: 최승철; Daegu, 8 de agosto de 1995), más conocido por su nombre artístico S.Coups, es un rapero, cantante y bailarín surcoreano. Es líder del grupo Seventeen.

## Biografía
S.Coups nació el 8 de agosto de 1995 en el distrito de Dalseo-gu en Daegu, Corea del Sur, y tiene un hermano mayor. A la edad de siete años, practicó Taekwondo, arte en el cual logró alcanzar cinturón negro.

## Carrera
En el año 2009, S.Coups fue reclutado por un miembro del personal de Pledis Entertainment mientras este iba caminando por la calle. Posteriormente, entró a la empresa cantando donde fue trainee por 6 años, tiempo en el que prefirió dedicarse al rap. Originalmente iba a formar parte del grupo NU'EST, pero tiempo después se decidió definitivamente que formaría parte de su ahora actual grupo SEVENTEEN. Debutando el 26 de mayo del 2015, como líder general y de la unidad de hip-hop de SEVENTEEN.
Desde entonces S.Coups ha sido parte de la composición y producción de varias canciones del grupo.

- Datos: Q21824968
- Multimedia: S.Coups / Q21824968